# Krates iz Teb
Krates (grško Κράτης) iz Teb, starogrški filozof, predstavnik kinične šole * ok.365 pr. n. št., Tebe, † ok. 285 pr. n. št., Boecija.
Krates je v skladu svojim naukom živel skromno življenje na atenskih ulicah s svojo ženo Hiparhijo iz Maroneja..Svoj denar je razdajal ljudem, ki so ga potrebovali bolj od njega. V zgodovini je zapisan kot učitelj Zenona iz Kitija, začetnika stoične šole antične filozofije. Od Kratesovih naukov so se ohranili zgolj fragmenti, vključno z opisom kinične idealne države.

## Življenje
Krates se je rodil okoli leta 365 pr. n. št. v Tebah. Bil je sin Askonda in dedič velikega premoženja, ki ga je zavrnil, ker se je odločil za življenje kinične skromnosti na atenskih ulicah. Pisec biografij grških filozofov Diogen Laertij je o Kratesu povedal več različnih zgodb; v eni naj bi Krates svoj denar podarjal prebivalcem Teb potem, ko je videl prosjačiti kralja Telefa v neki tragediji. V drugi anekdoti naj bi premoženje zaupal bankirju, da ga podedujejo njegovi otroci, vendar samo v primeru, da ne postanejo tako kot on filozofi. V tem primeru mu je bilo naročeno naj denar razdeli med reveže.
Preselil se je v Atene, kjer naj bi postal učenec Diogena iz Sinope (grško: Διογένης ὁ Σινωπεύς); razmerje med njima ni povsem znano. Krates naj bi se poimenoval kot preprost Diogenov učenec, ki kljubuje vsem aspektom zavisti. Krates je opisan tudi kot učenec Birsona iz Ahaje (gr. Βρύσων) in Stilpona iz Megare (gr. Στίλπων).
O Kratesovem preprostem in veselem življenju lahko beremo v ostankih biografije, ki jo je napisal zgodovinar Plutarh. Napisal je
dokaj dodelano besedilo, v katerem lahko zvemo kakšne vrste človek je bil Krates. Plutarh je ohranil zgolj nekaj fragmentov o Kratesovem življenju.
Krates naj bi imel deformirano nogo in sključena ramena. Prijel se ga je vzdevek "Odpiralec vrat" (gr. θυρεπανοίκτης), ker je nenajavljen vstopil v katero koli hišo in ljudje so ga sprejeli z veseljem in častjo:
Vstopal je v hiše
prijateljev, brez da bi bil povabljen, da bi med sabo pobotal družinske člane,
tudi če je bilo zelo očitno, da so v zelo slabih odnosih. Tega se je lotil na
zelo miren način. To je počel ne povsem očitno, da ni pomagal samo osebam, med
katerimi je skušal zgladiti spor temveč tudi tistim, ki so ga samo poslušali.
Pritegnil je tudi pozornost Hiparhije iz Maroneje (gr. Ἱππαρχία), ki je bila sestra Metrokleja, enega izmed njegovih učencev. Hiparhija naj bi se zaljubila v Kratesa, njegovo življenje in nauke. Bogastvo, ki bi ga morala podedovati, naj bi zavrnila na podoben način kot Krates. Kasneje sta se tudi poročila. Njun zakon velja za izjemnega za tiste čase, saj je temeljil na spoštovanju in enakosti v zvezi. Hiparhija naj bi se s Kratesom pojavljala na vseh javnih mestih, kar pa za antično Grčijo ni bilo povsem navadno. Imela sta vsaj dva
otroka. Hčer in sina po imenu Pasiklej. Da bi v sinu vzbudil zanimanje za spolne odnose, ga je peljal v bordel, hčeri pa je dovolil, da se poskusno poroči za en mesec, da bi lažje našla pravega partnerja.
Bil je učitelj Zenona iz Kitije (gr.: Ζήνων ὁ Κιτιεύς). Nanj je nedvomno najbolj vplival pri prehodu iz kinizma v stoicizem. Zenon je Kratesa spoštoval, nekaj podatkov ki so znani o
njem naj bi celo pridobili iz Zenonovih zapisov.
Njegovi učenci so bili tudi Metroklej iz Maroneje, Monim iz Sirakuz, Menip iz Gadare, Kleomen in Kratesov brat Pasiklej. Naj bi bil tudi učitelj Kleanta (gr. Κλεάνθης), Zenonovega naslednika in vodje šole stoicizma.
Krates je umrl star, okoli leta 285 pr. n. št. nekje v Boeciji.

## Filozofija
Krates ni napisal kakšne strnjene filozofske knjige, z vnaprej opredeljeno tematiko, kakor pri Platonu. Napisal je zbirko besedil, ki pa se niso ohranila. Ohranjenih pa je 36 pisem s kinično vsebino, ki pa po nastanku datirajo v 1. stoletje n. št.. Napisal je tudi nekaj filozofskih tragedij in pesmi z naslovom Igre (gr. Παίγνια).
Nekaj fragmentov njegovih misli in idej se je do danes ohranilo. Krates je učil preprosto askezo, ki velja za milejšo od tiste, ki jo je učil njegov predhodnik Diogen.
In tako je Krates možu,
ki je vprašal “Kaj bom imel jaz od tega ko postanem filozof?” odgovoril “Lahko
boš z lahkoto odprl denarnico, iz katere boš s svojo roko vzel in razsipno
razdelil ,kar je v njej, namesto da se boš kot sedaj obotaval in tresel, kot
tisti, ki imajo paralizirane roke. To boš naredil raje, če bo denarnica polna
in če boš videl, da je prazna te to ne bo skrbelo. Ko se boš odločil, da boš
denar porabil, boš to naredil z lahkoto, in če ga ne boš imel, ne boš hrepenel po
njem, ampak boš zadovoljno živel s tem, kar imaš, brez potrebe po tem česar
nimaš in ne boš razočaran s tem, kar boš dobil.”
Njegova filozofija je bila polna prefinjenega humorja. Ljudi je učil, naj si za obrok ne želijo drugega kot leče, saj je verjel, da sta
luksuzno in ekstravagantno življenje nekaterih ljudi največja vzroka za vstaje v mestih.
Ena od Kratesovih pesmi, parodija znane himne muzam, ki jo je napisal Solon, v kateri je izkazal željo po blaginji, ugledu in lastnini
pridobljeni na pravičen način, se je Krates bolj osredotočal na kinične želje.
Ohranjenih je tudi nekaj pesmi v katerih je Krates opisoval utopično kinično državo, ki jo je začel s parodijo na Homerjevo opisovanje Krete. Kratesovo idealno mesto se imenuje Pera, kar v grščini pomeni beračeva mošnja, ki jo s sabo nosi vsak kinik.

## Kasnejše kulturne reference
Razmerje med Kratesom in Hiparhijo je postalo tema več različnih kasnejših del, npr. igra, ki jo je napisala italijanska redovnica Clemenza Ninci z naslovom Spozalizio d' Ipparchia filosofa v 17. stojetju ali pa roman z naslovom Krates in Hiparhija, ki ga je napisal predstavnik nemške romantike Christoph Martin Wieland leta 1804. Francoski simbolist Marcel Schwob je napisal fikcijsko biografijo Kratesa v delu Vies imaginaires, ki je izšla leta 1896.